# Jacqueline Straub

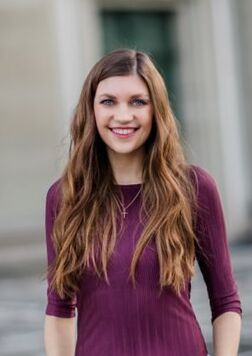
Jacqueline Straub, 2020

Jacqueline Straub (* 15. September 1990 in Sigmaringen) ist eine deutsch-schweizerische katholische Theologin, Journalistin und Buchautorin.

## Werdegang
Jacqueline Straub wuchs in Göggingen und Pfullendorf auf. Das Abitur legte sie am Staufer-Gymnasium in Pfullendorf im Jahre 2010 ab. Dann studierte sie römisch-katholische Theologie an der Albert-Ludwigs-Universität in Freiburg im Breisgau und an der Universität Freiburg im Üechtland und schloss 2016 mit dem Master „summa cum laude“ an der Universität Luzern ab.
Straub arbeitet Vollzeit als Chefin vom Dienst beim Katholischen Medienzentrum, kath.ch. Im Anzeiger für die Seelsorge hat Straub eine monatliche Rubrik. Ebenso arbeitet sie als Referentin und Buchautorin. Schon als Ministrantin in ihrer Heimatpfarrei Pfullendorf entstand in ihr der Wunsch, katholische Priesterin zu werden. Jacqueline Straub ist verheiratet und wohnt in der Schweiz.

## Auszeichnungen
- 100 Women (BBC), 2018
- 80 Schweizer Macherinnen, (Annabelle), 2018
- 100 Frauen des Jahres 2022 (FOCUS Magazin), 2022

## Schriften
- Jung, katholisch, weiblich. Weshalb ich Priesterin werden will. Publik-Forum Verlagsgesellschaft, Oberursel 2016, ISBN 978-3-88095-297-3.
  - englische Ausgabe: Young, Catholic, Female. Why I want to be a priest. Fisher King Publishing, Pool-in-Wharfedale 2017, ISBN 978-1-906377-57-1.
  - italienische Ausgabe: Giovane, Cattolica, Donna. Perché voglio diventare prete. Gabrielli Editori, San Pietro in Cariano 2018, ISBN 978-88-6099-339-7.
  - spanische Ausgabe: Joven, católica y mujer. Por qué quiero ser sacerdote. PPC, Boadilla del Monte 2022, ISBN 978-84-288-3835-1.
- Endlich Priesterin sein! Keine Frage der Macht, sondern des Herzens. Paulusverlag, Freiburg 2017, ISBN 978-3-7228-0899-4.
- Kickt die Kirche aus dem Koma. Eine junge Frau fordert Reformen jetzt. Patmos Verlag, Ostfildern 2018, ISBN 978-3-8436-1099-5.
  - niederländische Ausgabe: ‘Kick’ de kerk uit haar coma. Berne Media, Heeswijk-Dinther 2019, ISBN 978-90-8972-342-0.
  - spanische Ausgabe: Despertemos a la Iglesia del coma. Una mujer joven exige reformas ya. PPC, Boadilla del Monte 2023, ISBN 978-84-288-3975-4.
- Wir gehen dann mal vor. Zeit für einen Mutausbruch. Herder Verlag, Freiburg 2021, ISBN 978-3-451-38728-9.
- mit Michael Defrancesco und Christian Löhr: Gott braucht dich. Warum wir über Berufung sprechen sollten. Echter Verlag, Würzburg 2022, ISBN 978-3-429-05777-0.

Fernsehdokumentation
- Mythos – Die größten Rätsel der Geschichte: Die Päpstin. Jacqueline Straub auf der Suche nach dem Ursprung der Geschichte um die Päpstin Johanna[3]